# TBN 차차차 (전북)
이백희,강세련의 TBN 차차차는 TBN 전북교통방송(전북권 FM 102.5MHz, 장수 FM 106.1MHz)에서 평일 낮 12시 10분부터 1시 53분까지 방송되는 전북권지역의 라디오 음악 프로그램이다.

## 1부
- 1.<매일코너>
  - 세련된 강여사와 누구세요 : 생활속 이야기를 꽁트로 풀어본다
- 2.<요일코너>
  - (월)영구가 좋다 : 방송인 조영구와 함께 하는 고민상담 해결
  - (화)트롯이 좋다 : 가수 김혜정,임현정,방서희씨가 신청곡을 들려드립니다
  - (수)점심이 좋다 : 취재리포터와 함께 하는 점심시간 들러보기
  - (목) 노래가 좋다 : 라디오 극장
  - (금)현장이 좋다 : 현장 중계차 및 취재를 통한 현장의 목소리(취재 리포터)

## 2부
- 1.<매일코너>
  - 그땐 그랬지(꽁트) - 70-80년 대 이야기를 한다
  - 동화,이솝우화 이야기
  - 수요 가수 초대석 - 매수 수요일 인기가수 출연(페이스북 보이는 라디오)